# 나바호족
나바호족(Navajo) 또는 나바호 족은 미국의 남서부 지역에 거주해온 아메리카 원주민 인디언 부족이다. 나바호족으로 등록된 부족 인구는 30만 명이 된다. 미국 내에 있는 인디언 부족의 수는
565부족이 있는데 그 중에서 가장 큰 부족이 나바호 부족이다.
과반수의 나바호인은 연방정부에서 정해놓은 나바호 인디언 보호구역에 거주하고 있다. 나바호 보호구역이 차지하는 지역은 애리조나주의 동북부, 뉴멕시코의 서북부, 유타의 남동부가 포함된다. 미국 내에 있는 원주민 부족 중에서 가장 넓은 지역(71,000km2)을 차지하고 있다. 나바호인들은 그들의 부족을 하나의 자치국, 곧 "나바호 네이션"(Navajo Nation)으로 부르며 그들의 정부가 나바호 인디언 보호구역을 다스리고 있다. 애리조나주에 있는 윈도 락을 수도로 하고 있다.
대부분의 나바호인들은 나바호어와 영어를 함께 사용하고 있다. 나바호족은 자신의 이름을 디네(Diné)라고 부른다. 원래 "나바호"란 단어는 푸에블로 인디언의 테와(Tewa) 언어로서 "들판"(Field)이란 의미의 단어에서 나왔다. 넓은 들판에서 사는 인디언이라는 의미로 스페인사람들이 나바호의 인디언이라고 부르기 시작한 것이 세월이 가면서 디네 인디언의 이름으로 쓰이게 된 것이다. 나바호를 영어식으로 Navaho로 쓰지 않고 스페인어로 Navajo로 쓰는 것도 스페인 이주자들과의 오랜 역사적 관계에 기인한 것이다.

## 역사
나바호족과 아파치족의 언어가 알라스카와 캐나다 서북부 인디언의 언어인 아타바스칸(Athabaskan)언어에 속하는 것으로 보아 아파치족과 나바호족은 캐나다 서북부 지역에서 지금 미국의 남서부로 서기 1300년 경 이주해 내려온 것으로 믿어진다. 유목민 생활을 해온 나바호족은 푸에블로 인디언과 접촉하게 된 후 농업기술을 배워 옥수수와 콩을 농사짓기 시작했다.
컬럼버스의 신대륙 발견 이후 스페인 이주자와 접촉하게 된후에는 양과 염소 등의 목축도 시작하게 되었다. 백인 이주자들이 나바호족의 땅을 차지하는 일이 생기고 이로 인한 갈등이 생기기 시작했다. 멕시코-미국 전쟁 이후 1848년 일대를 차지한 미국은 1850년 포트 데피안스(Fort Defiance)에 연방군의 주둔지를 만들고 나바호인들과의 갈등을 견제하였다. 1864년 키트 칼슨 대령은 나바호 인디언의 집과 농작물을 불태우고 나바호 인디언 부족들을 뉴멕시코의 포트 섬너로 강제이주를 시켰다. 300마일의 긴 도보 여정(롱워크( Long Walk)라고 부른다)을 추운 겨울에 강행함으로써 많은 희생이 있었고 4년간 신개척지에서도 기아와 질병으로 많은 희생이 있은 후 1868년 연방정부는 강제이주의 잘못을 인정하여 고향에 나바호 보호구역을 수립하고 귀환을 허락했다.
1880년대 철도가 놓이고 교통이 좋아지면서 나바호족의 모직과 양탄자, 수공예품등의 매출이 크게 늘어나 경제적으로 풍요하게 되었다. 나바호족이 거주한 지역에서 여러 가지 지하자원이 발견되자 이를 개발하기 위해서는 나바호족을 대표할 수 있는 정부의 필요성을 인식하게 되었다. 1938년 최초의 선거를 통해서 78명의 위원 선출을 했고 정부 기관을 윈도 락(Window Rock)에 두기로 정했다. 제2차 세계 대전이 일어났을 때 나바호 출신 군인은 미해병대의 코드 토커(Code Talker) 통신병으로 이오섬, 오키나와, 사이판 전투에 투입되어 활약했다.
나바호 네이션은 "나바호 인디언 보호구역"이 1969년 바뀐 이름으로서, 오늘날 약 33만 명의 나바호족 인구 중 절반 가량이 거주하고 있다. 성립 이후 여러 조약을 통해 계속해서 영토가 늘어나 미국의 인디언 보호구역 중 가장 넓은 71,000 km2의 면적을 보유하고 있다.

## 언어
나바호어는 알라스카와 캐나다 서북부의 인디언이 쓰는 아타바스칸(Athabaskan)어(語)에 속하는 언어이다. 음조(또는 성조)의 언어(Tonal Language)라고 할 수 있다. 음조의 높고 낮음이 말의 뜻을 분간하게 해주기 때문이다. 동사의 활용이 많아서 동사 중심의 언어("Verb-heavy" Language)라고도 한다. 형용사가 따로 없고 동사속에 포함되어 있는 것도 특징이다. 문법적으로 4인칭에 해당되는 동사변화가 있다. 상대방을 지적하지 않고 공손한 의사 표시를 한다든지 훈계하는 말 또는 죽은 사람을 일컫는 말을 할 때 쓰인다. 명사의 의인화도 특이하다. 모든 명사의 의인화에는 순위가 있다. 높은 순위에 서 낮은 순위로 예를 들면 아래와 같다. (1)사람/번개는 제일 높은 순위가 되며 이어서 (2)어린아이/큰 동물 (3)작은 동물 (4)벌레 (5)식물 (6)추상명사.
어순에 있어서 순위가 높은 단어가 앞에 와야 된다. 두 개의 명사가 앞에 나열되고 나서 주어와 목적어를 정해 주는 것은 동사 앞에 붙는 접사 이(yi)와 비(bi)가 담당한다. 예를 들면;
| (1) | 아슈키(Ashkii)                                            | 아테드(at'ééd) | 이닐니(yiníł'į́.) |
| (1) | 남자아이                                                  | 여자아이       | yi-바라본다      |
| (1) | '남자아이가 여자아이를 바라본다.' (첫 번째 단어가 주어다) |                |                  |

| (2) | 아슈키(Ashkii)                                            | 아테드(at'ééd) | 비닐니(biníł'į́.) |
| (2) | 남자아이                                                  | 여자아이       | bi-바라본다      |
| (2) | '여자아이가 남자아이를 바라본다.' (두 번째 단어가 주어다) |                |                  |

그러나 (3)의 예는 잘못된 말이다. 의인화 순위가 잘못된 예이다. 새는 여자 아이보다 순위가 낮기 때문이다.
| (3) | 씨디( Tsídii)                | 아티드(at'ééd) | 이시타시(yishtąsh). |
| (3) | 새                           | 여자아이       | yi-쪼고있다         |
| (3) | '새가 여자 아이를 쪼고있다.' |                |                     |

아래의 (4)의 예문이 옳은 말이다.
| (4) | 아티드(at'ééd) | 씨디( Tsídii) | 비시타시(bishtąsh). |
| (4) | 여자아이       | 새            | bi-쪼고있다         |

## 나바호 암호
나바호 암호(Navajo Code)는 2차 대전때 미 해병대가 나바호족 지원병을 통신병으로 양성하면서 개발한 암호를 말한다. 나바호 언어를 암호문으로 쓰게 된 아이디어는 필립 존스톤(Philip Johnston)에서 나온것이다. 그는 나바호 인디언 보호구역에서 선교활동을 하고 있었던 목사의 아들이였다. 나바호족과 함께 성장해 왔기 때문에 언어와 문화에 익숙했다. 또한 1차대전에 참전했던 제대 군인이였다. 이차 대전이 일어났을 당시 나바호 언어는 나바호족이 아닌 사람에게는 아주 힘든 언어였던것을 감안 해서 나바호언어를 군사용 암호 통신에 사용할 것을 그당시 태평양 함대 사령관 크레이튼 보겔(Clayton B. Vogel)소장에게 건의했다. 보겔소장은 곧 나바호인 지원병을 구해보도록 해병대 징병관 두사람을 나바호족장에게 보내어 도움을 요청했다. 나바호족장은 곧 단파방송을 통해서 미 해병대에서 지원병을 구한다는 방송을 하였고 29명의 지원병을 일차 선발할 수 있게 되었다. 그중에는 자신의 나이를 속여가며 자원한 나바호 청년들도 있었다. 해병대 특유의 강한 훈련을 모두 잘 이겨내자 다음으로 암호교육에 들어 갔다. 나바호 암호를 만들고 암호 통신 교육을 마친 뒤에 이 교육을 받지 않은 나바호인을 대면시켜서 암호문을 해독할 수 있는지 여부를 시험한 결과 나바호 언어를 알지라도 암호문은 해독이 불가능 하다는 결론을 얻게 되어 2차로 200명의 지원병을 더 모집하여 교육시키게 되어 나바호 코드토커(Code Talker)란 암호통신병이 생긴것이다. 코드토커는 태평양 전투에 투입되었고 일본군은 이 새로운 암호를 도저히 해독할 수가 없었다. 이지마섬 작전을 위시하여 여러 작전 성공에 큰 공을 세웠다.
암호의 기밀유지를 위해서 전투지역에서는 일체의 문서화를 금지하고 기억력에만 의존케 했다. 그런 관계로 암호 작성도 외우기 쉬운 단어를 많이 사용했다. 예를 들어 보면
| 군사용어     | 나바호어     | 의미     |
| ------------ | ------------ | -------- |
| 정찰기       | 이네아스자   | 올빼미   |
| 급강하폭격기 | 지니         | 새매     |
| 항공모함     | 씨디네이예의 | 새수송배 |
| 잠수함       | 배쉬로       | 쇠물고기 |
| 전함         | 로쏘         | 고래     |

알파벳의 각각의 글자도 나바호어로 바꾸었다. 가령 "A"는 "Ant"(개미), "Apple"(사과), Axe(도끼)의 첫자임으로 나바호어의 개미, "올라치"나 사과, "배라사나"나 도끼, "쎄닐"로 암호화했다. 나바호 코드토커는 2차 대전이 끝나고 나서 한국전과 월남전에서도 활약했다. 나바호 코드토커는 1968년까지 군사기밀 이여서 나바호 코드토커에 대한 일체의 언급 조차도 금지되었다. 군사기밀이 해제된 1969년에 이르러서야 나바호 코드토커가 있었다는 것을 발표했고 뒤 늦게 이들의 공을 세상에 알리고 표창을 한 행사가 시카고에서 있었다. 로널드 레이건 대통령은 1982년 8월14일을 내셔널 코드토커의 날로 정하고 코드토커에 참전 용사들에게 감사장을 수여했다. 2007년 12월 13일 미 하원에서 코드 터커 공로 인정 결의서(Code Talker Recognition Act)를 통과시키고 메달을 각 참전용사에게 수여했다.

## 지리

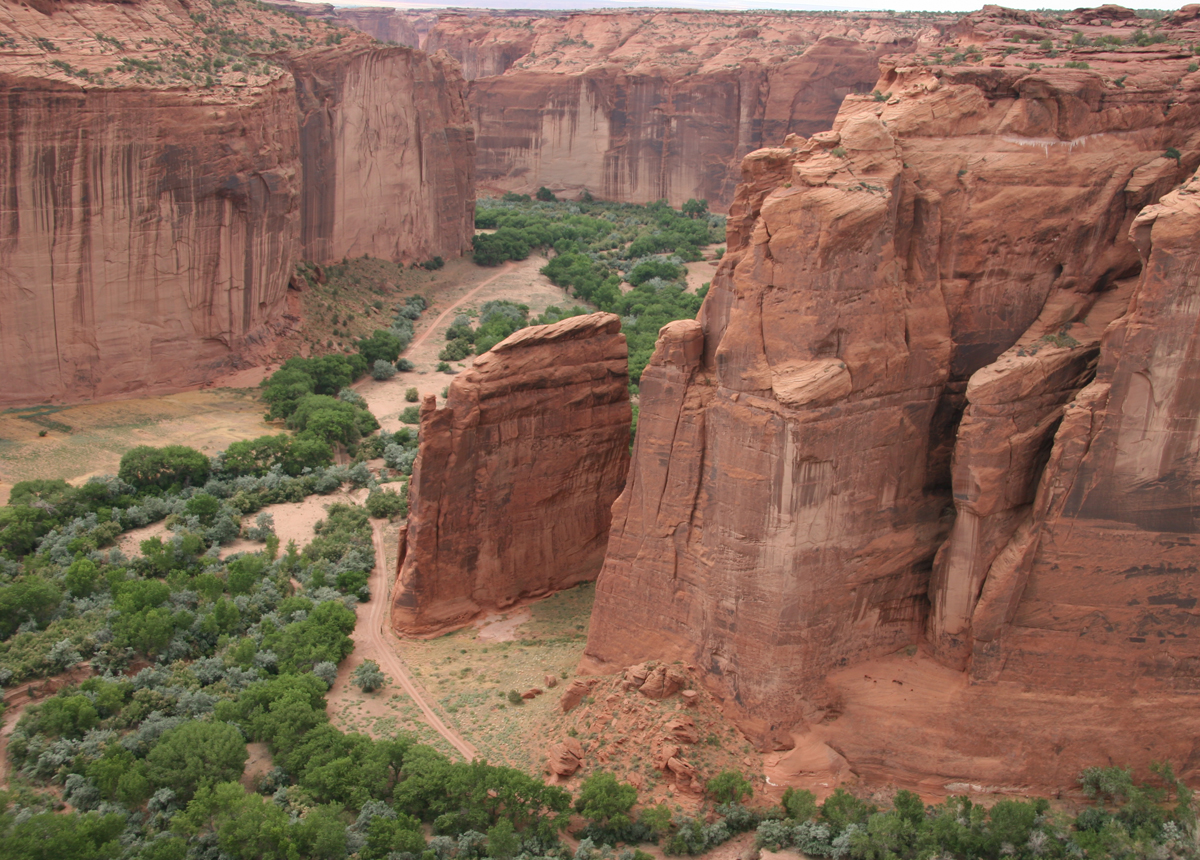
캐니언 디셰이 남쪽 림에서 본 경치.
(Photo by Kyong H. Lee)

나바호 인디언 보호구역은 롱워크(Long Walk)이후 1868년에 설정되었다. 3백5십만 에이커(14,000km2)에 해당되는 37도선을 북쪽 경계로 한 네모난 땅이였다. 나바호 네이션 기에 진한 갈색으로 표시된것이 이를 의미한다. 그 후 연방정부와 계속 교섭을 하여 온 결과 여러 차례에 걸쳐 경계를 넓혀서 현재의 면적은 1천 6백만에이커(71,000km2)에 이르게 되었다. 나바호 네이션 기에 갈색으로 표시된것이 이를 의미 한 것이다. 여러 인디언 부족중에서 가장 넓은 지역의 보호구역을 가진것이다. 미국의 웨스트버지니아주의 면적에 가깝다. 한국의 남한 면적에 비교하면 약 70%에 해당된다. 고원지대이며 가장 낮은곳이 해발 828m(2,760피트)이며 가장 높은 산은 3,116m(10,388피트)까지 이른다. 수도인 윈도 락은 해발 2,082m(6,830ft)가 된다. 깍아지른 메사 언덕의 경치를 많이 볼 수 있다. 캐니언디셰이(Canyon de Chelly), 쉽락 뾰족바위(Shiprock Pinnacle), 모뉴먼트밸리, 추스카산이 유명한 관광 명소가 되고 있다. 나바호 네이션(Navajo Nation)은 동서남북의 경계에 있는 네 개의 산을 성스러운 산으로 여기고 있다. 나바호기에 네 개의 산이 이를 표시하고 있다. 동쪽 산은 마운트 블란카(Mt. Blanca), 남쪽의 산은 마운트 테일러(Mt. Taylor)(뉴멕시코주 그랜트 근방에 있다), 서쪽은 산프란시스코봉(San Francisco Peak)(애리조나주 플래그스태프 근방에 있다), 북쪽의 산은 마운트헤스페루스(Mt. Hesperus)이다.

## 사회

### 가족 제도
나바호족의 사회는 모계(Matrilineal)중심의 처가 거주 사회(Materilocal society)이다. 결혼을 하면 남자는 처가 집에 가서 살며 유산은 딸에게 전승되고 재산 관리는 여인들의 몫이였다. 남자는 밖에나가 사냥을 하며 가정과 부락을 보호하는 임무를 가졌었다. 집안일을 비롯하여 양과 염소등을 키우는 일은 여인들이 맡아 했다. 현대에 와서는 사냥의 필요성이 없어지고 직업의 다양성이 생기므로 인해 이런 전통에 많은 변화가 있다.

### 종교 예식
자연의 모든것은 생명이 있고 신성하다고 나바호 인디언은 믿고 있다. 동서남북 네곳에 있는 신성한 산에 신이 살고 있다고 믿으며 이들 신의 도움을 받기 위해서 다채로운 예식을 행하였다. 예식은 두가지 종류로 나눌수 있다. 축복의 예식은 행복과 지혜를 추구하는 예식이며 악령을 대적해서 이를 물리치는 예식이 또하나의 것이다. 병고침을 위해서 행하는 예식은 가장 잘 알려진 예식이다. 메디신맨(Medicine Man)이 노래를 부르며 모래그림을 그리는 예식이 따른다. 모래그림은 채색한 여러 색의 모래로 신의 모습을 그림으로 그리는 것이다.

### 일광절약시간
나바호 네이션은 대부분의 땅이 애리조나주에 속해 있어도 일광절약시간을 쓰지 않는 애리조나 주의 방침을 따르지 않고 여름에는 일광절약시간을 쓰고 있다. 애리조나 주는 미국내에서 유일하게 일광절약시간을 쓰지 않는 주이다. 그 이유는 나바호 네이션이 속해있는 뉴멕시코주와 유타주가 일광절약시간을 쓰기 때문에 나바호 네이션 안에서의 통일된 시간을 갖기 위해서는 애리조나 주의 방침을 따를수가 없기 때문이다.

## 경제
나바호 경제의 핵심은 양과 소의 목축, 모직물과 양탄자, 은과 터키석 세공품에 있었다. 최근에 와서 모래그림, 깃털, 도자기 제품이 추가되었다. 20세기 후반에 와서 우라늄 채광이 한 때 큰 수입원이 되었으나 우라늄은 시장 수요가 줄어 들어서 1000여개의 광산이 폐광 되었을 뿐 아니라 많은 광부들이 오염되는 희생이 있게되었다. 석탄은 중요한 지하자원이 되고 있다. 나바호 네이션 소득의 51%는 광산업에서 나오고 있다. 전체 인구의 실업율은 56%가 되며 극빈자로 구분되는 가정이 43%가 되어 경제 개발은 시급한 과제가 되고 있다. 실업자 구제와 소득 증대를 위해 나바호 네이션에서는 최근에 와서 카지노 사업을 시작하기로 결정했다. 뉴멕시코에 있는 갤럽에 카지노를 2008년 열었고 플래그스태프에도 공사가 시작되었다. 경제적인 쉬운 해결책을 택함으로 인해 범죄, 도박 중독등 더 어려운 사회 문제를 야기 시킬것이라는 부정적 비판도 나바호인에게서 나오고 있다.
나바호 네이션의 에너지 문제도 심각하다. 주민의 약 1/3 또는 18,000가구가 전기의 혜택을 못 받고 살고 있다. 나바호땅에 거대한 화력발전소가 있지만 전기는 먼 곳으로 송전되고 인근 지역의 나바호인들은 그 혜택을 못 받는 실정이다. 이런 문제를 해결 하려는 새로운 방안으로 태양 에너지를 이용한 가정용 전력 공급이 대두되고 있다. 앨버커키에 있는 샌디아 연구소에서 개발한 태양전지가 나바호 가정에 설치되기 시작 한것은 바로 이런 문제의 해결책의 하나로 간주된다.

## 문화

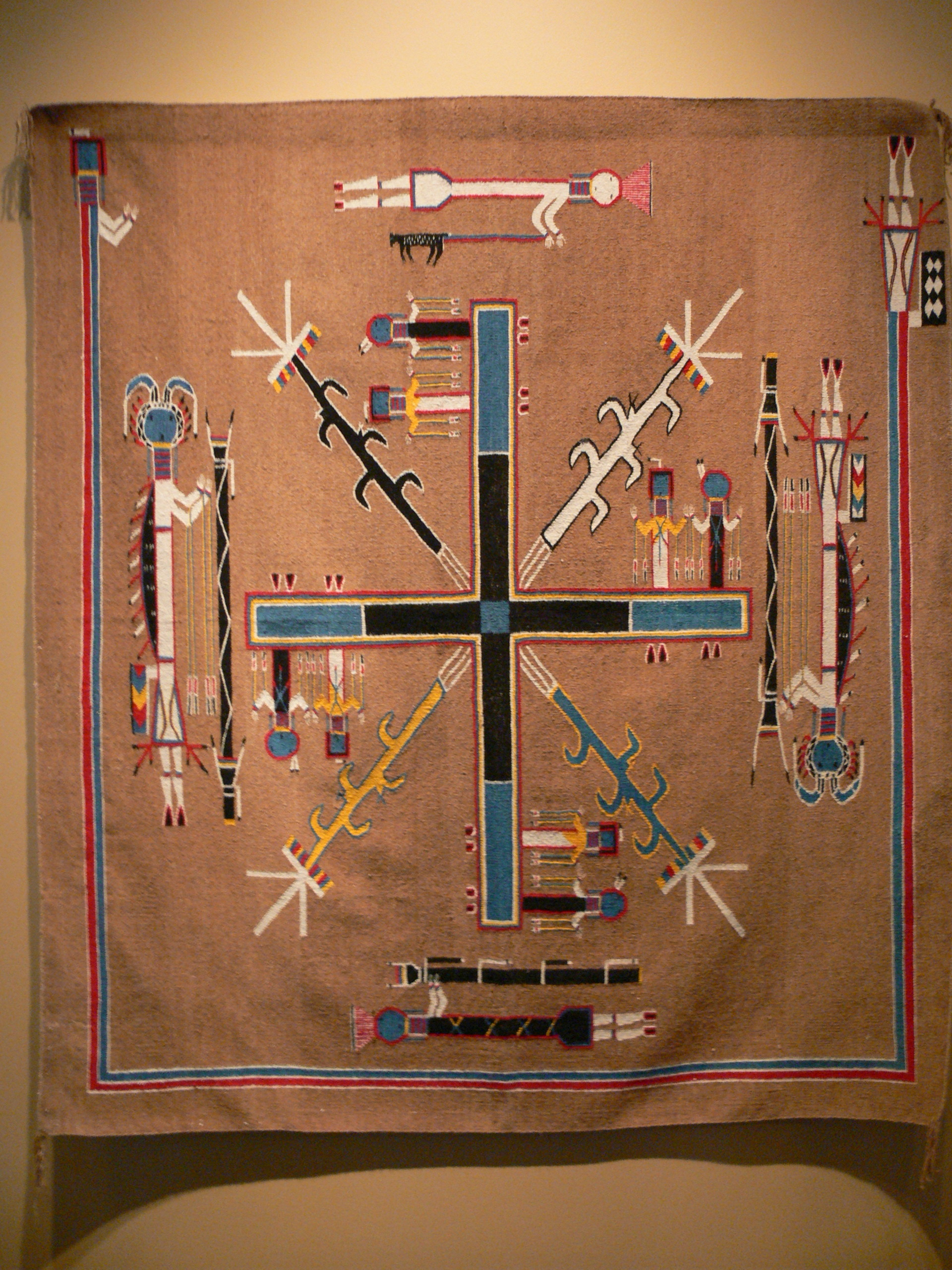
나바호의 모래그림을 양탄자로 만든 작품이다. (Source:Tulsa, Oklahoma. Gilcrease Museum. Photo by Wolfgang Sauber)

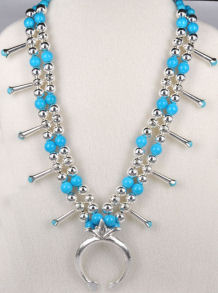
터키석으로 장식한 은 목걸이)
(Squash blossom necklace (Photo by Barbarabarrington)

나바호의 모래그림(Sandpainting or Dry Painting)은 종교예식에 쓰기위해 시작된 것이다. 모래그림은 "신(神)이 들어오고 나가는 자리"라고 나바호인 들은 믿고있다. 환자의 치유를 기원 하거나 농사가 잘되어 좋은 수확을 기원하는 예식을 할 때 모래그림이 그려진다. 완성된 그림은 해 지기 전에 땅속에 묻어서 처리한다. 그림속의 대상은 신화적 요소들이 많이 그려진다. 동서남북 사방에 있는 성산(聖山)을 상징한다든지 예식에서 행하는 노래와 춤을 묘사하는 그림도 그려진다.
나바호의 모래그림은 1970년대에 와서 젊은 나바호 화가들에 의해서 종교적인 그림이 아닌 추상화, 풍경화, 정물화등의 일반 미술 영역으로 발전해 나가고 있다.
나바호인의 직조기술은 푸에블로 인디언에게서 도입된 것으로 보인다. 스페인 이주자로부터 양을 얻어 목축을 하면서 섬유대신 양모 섬유로 직조기술을 키워나갔다. 1700년에서 1800년 사이에 나바호 여인들이 만든 담요제품은 서방세계에 보급되면서 높은 평가를 얻었다. 그러나 1800년 말에 이르러 기계화된 직조제품이 나오자 나바호인은 양탄자 제조로 방향을 바꾸었다. 나바호 러그(Navajo Rugs)라고 부르는 '러그'는 번역하면 '깔개' 또는 '양탄자'가 되지만 요지음에 와서는 바닥에 깔기 보다 벽에 걸어두는 예술품으로 인식되고 있다. 직조의 품질도 우수하지만 나바호 특유의 기하학적 디자인이 많은 관광객의 관심을 사고 있다. 나바호인들은 은과 터키석(터코이스:Turquoise)을 이용한 장식물 수공예품에 있어서도 탁월한 재주를 가지고 있다. 터키석은 아리조나, 네바다, 뉴멕시코에서 많이 나오는 청녹색의 준 보석돌이다.

## 나바호 출신 주요 인물
- 노타 비게이 3세(Notah Ryan Begay III )(1972-): 아메리칸 프로 골퍼. 앨버커키에서 아카데미 고등학교를 나오고 스탠포드 대학으로 진학했다. 스탠포드 대학에서 타이거우즈와 골프팀 친구였다. 1995년 프로로 데뷔. 인디언 어린이를 위한 자선단체를 운영중이다.[12]
- 프래드 비게이 박사(Dr. Fred Begay)(1932-) : 핵물리학자. 한국전 참전용사이다. 고등학교도 못나왔으나 한국전쟁에서 돌아온후 뒤 늦게 뉴멕시코 대학에 입학하여 1961년 졸업한 뒤 대학원으로 진학하여 박사학위까지 받았다(1971). 로스앨러모스 국립연구소로 첫 부임하여 이사 갈때에 그는 여섯아이를 픽업트럭에 태우고 로스 앨러모스로 드라이브해 갔다. 연구소 재직중에도 나바호 인디언을 위한 여러분야에 자원해서 활동했다. 내셔널 과학재단(National Science Foundation)에서 1994년 표창(Lifetime Achievement Award)을 받았다.[13]
- 알 시 골만(R.C.Gorman) (1932–2005): 화가. 나바호 네이션의 캐니언 디셰이 근방에서 출생했다. 뉴멕시코 타오스에 거주하면서 인디언 여인을 작품화했다. 인디언의 피카소라는 별명이 붙었었다.[14]
- 알 칼로스 낙카이( R. Carlos Nakai)(1946-) 플루트 연주자. 1983년부터 시작해서 35개가 넘는 음반을 발표했다. 그의 음악은 고전에서 뉴에이지, 인디언, 재즈 음악에 이르는 광범위한 영역을 다루었다. 2009년10월17일 아리조나 피닉스에서 인디언 음악에 공헌을 인정하는 인디언 인간 문화재상을 받았다[15]

## 대한민국과 관계
6·25전쟁에 나바호족 8백여명이 참전했다.
정부는 2016년 6·25전쟁 66주년을 맞아 나바호족 참전용사 35명에게 ‘평화의 사도 메달’을 수여했다.
2020년 5월 코로나19 팬데믹을 맞아, 사막 등에 거주하여 방역물품을 구하기 힘든 상황인 나바호족에게 정부는 참전에 대한 감사의 말과 함께 마스크와 손 소독제 등 방역물품을 전달하였다.

## 같이 보기
- 나바호어
- 인디언 보호구역 (Indian reservation)

- 나바호 네이션 (Navajo Nation)